# Икарус 451ММ
Икарус 451МM  је фамилија југословенских експериментални, двомоторни, нискокрилни авион металне конструкције са млазним моторима. Конструисао их је Драгољуб Бешлин. Први авион из ове породице Икарус Ј-451ММ назван "Стршљен" је први пут полетео 18. јуна 1956. а у служби у ЈРВ је био од 1956. до 1961. године. Поред овог овој породици авиона припадају још и авиони Икарус Š-451MM "Матица" и Икарус Т-451ММ "Стршљен II".

## Пројектовање и развој
Када су се на тржишту појавили јачи млазни мотори Turbomeca Marbore II од 392 daN потиска, конструкторска група бр.9 ГДВИ под руководством Драгољуба Бешлина пројектује авионе са тим моторима.
Прво је пројектован и направљен авион Икарус Ј-451ММ који је добио назив "Стршљен". Био је то слободноносећи нискокрилац, једносед који је први пут полетео 19. јуна 1956. године а намена му је била јуришни авион.
Паралелно са Стршљеном пројектована је и направљена двоседа варијанта овог авиона који добија назив Икарус Š-451ММ "Матица". Први пут је полетео 5. јуна 1957. године и био је то школски авион са дуплим командама.
Трећи авион у овој фамилији је био Икарус Т-451ММ "Стршљен II", који је декларисан као тренажни једносед. Први пут је полетео 3. децембра 1958. године.
У односу на претходне конструкције ове конструкторске групе, авионе Икарус 451М, ови авиони су имали појачане моторе, стајни трап типа "трицикл" и седишта за катапултирање.

## Варијанте
- Икарус J-451МM "Стршљен" - једноседи авион са млазним моторима Turbomeca Marbore II статичког потиска од 392 daN у крилима авиона, наоружан топовима и ракетама.
- Икарус Š-451МM "Матица" - ненаоружани двоседи авион са млазним моторима Turbomeca Marbore II статичког потиска од 392 daN у крилима авиона (школски авиона),
- Икарус Т-451МM "Стршљен II" - побољшана верзија авиона Икарус J-451МM "Стршљен"

## Оперативно коришћење
Авион Стршљен I је почео да лети у фабричком испитивању 18. јуна 1956. године а затим у ВОЦ-у 1957. године, мада званично није био довршен (степен довршености 95%) и до краја те 1957. г. извршио је око 6 до 7% предвиђеног испитивања у лету. У циљу тренаже пилота на авиону Ј-451ММ Стршљен I, извршен је 25. јула 1959. г. један лет. У току лета а пре слетања пилот није био у могућности да изврши одбрављивање носног точка те је слетео на главним точковима и авион је претрпео удес. До неизвлачења носног точка је дошло услед лома носача обртника. Авион више није оправљан, већ се водио као неисправан у ВОЦ-у, да би 1960. г. био отписан заједно са авионом S-451М Зоља с тиме што је Зоља предата ВСЈ (где је наставила да лети) док је Стршљен I расходован.
Прототип авиона Икарус Т-451ММ Стршљен II је био скоро готов крајем 1957. г. (био довршен око 95%). Дотеривање авиона се одужило тако да је прототип завршен тек крајем 1958, када је и испоручен ЈРВ. Први лет је извршен 3. децембра 1958. г. а током тог месеца су обављена и испитивања I врсте. Авион је прошао детаљна испитивања (II, IV и VI врсте) у ВОЦ-у у првој половини 1959. године. Први пробни лет II врсте обављен је 24. фебруара 1959. г. Последња два лета у трајању 3,20 часова у циљу испитивања погодности авиона за ВОЈИН извршена са 21. јула 1959. г. Овим је било завршено испитивање авиона Т-451ММ Стршљен II.
Међутим и током следеће две године прилично се интензивно летело на Сршљену II и на Матици. Током 1960. г. ова два прототипа су извршила 215 летова у трајању од 123 сата и 30 минута а током 1961. г. 118 летова у трајању од 66 сати и 50 минута. Током 1962. и 1963. г. све до расходовања и предаји Музеју КРВ ова два авиона више нису летела.
Авионом Матица је постављен 19. маја 1960. г., светски рекорд у брзини на бази од 15 километара. Матица је према прописима Међународне ваздухопловне федерације (FAI) припадала подгрупи C-1d (авиони масе између 1750 до 3000 kg) на њој је летео Љубомир Зекавица, члан Академског аеро-клуба Београд и том приликом постигао брзину од 750,70 km/h.

## Сачувани примерци авиона Икарус 451ММ
У Музеју ваздухопловства на аеродрому "Никола Тесла" у Београду у сталној поставци изложен је примерак авиона Икарус Т-451MМ Стршљен II. У фабрици авиона „Икарус” израђена су два прототипа овог авиона а први лет првим од њих мајор Јосип Зубек извршио је 3. децембра 1958. године у самој фабрици, да би потом 31. јануара 1959. авион био предат ВОЦ-у ради даљег испитивања. Изложени примерак (евиденциони број 21002) је расходован 1969. године и потом предат Музеју ваздухопловства.
Поред овог авиона у депоу Музеја ваздухопловства чува се један примерак авиона Икарус Š-451MМ Матица који чека на рестаурацију па да буде изложен.

## Земље које су користиле овај авион
| - Југославија-ФНРЈ/СФРЈ |